# Schlinger (Fisch)
Saccopharynx ampullaceus ist ein Tiefseefisch aus der Familie der Sackmäuler (Saccopharyngidae) und mit einer Maximallänge von 1,60 m der größte Vertreter der Pelikanaalartigen. Er kommt im Nordatlantik von Grönland bis zu den Kapverdischen Inseln vor, lebt in Tiefen bis zu 3000 Metern, ist aber erst von wenigen Exemplaren bekannt.
Mit seinem Maul, das mit sehr vielen Zähnen bestückt ist, sieht der Schlinger wie ein Ungeheuer der Tiefsee aus. Er kann sogar Beutetiere verschlingen, die größer sind als er selbst. Der Schwanz ist fadenförmig und etwa viermal so lang wie der eigentliche Körper. Das Gehirn und die Augen sind sehr klein und liegen vorne im Kopf. Bei einigen gefundenen Exemplaren fanden sich mehrere Knoten im Schwanz, deren Herkunft noch nicht geklärt ist. Gewöhnliche Aale haben die Fähigkeit sich zu verknoten; der Schlinger ist jedoch eher ein treibender Magen mit wenig Muskulatur in seinem Schwanz.